# Emlen Tunnell
Emlen Lewis Tunnell (29 de marzo de 1925 - 22 de julio de 1975) fue un jugador de fútbol americano.  Fue el primer afroamericano que jugó con los New York Giants, siendo seleccionado para ser miembro del Salón de la Fama del Fútbol Americano Profesional en 1967. Jugó en la National Football League para los Giants y los Green Bay Packers. Tunnell jugó al fútbol americano universitario para los Iowa Hawkeyes.
En 1999, Tunnell fue ubicado como el número 70 en la lista de los 100 Jugadores Más Grandes de Fútbol Americano de Sporting News.
Tunnell falleció prematuramente de una insuficiencia cardíaca el 22 de julio de 1975, a los 50 años. Está sepultado en el Cementerio de la Iglesia Unida de Cristo de Gulph en
West Conshohocken.